# スズキ・RG-Γ500
スズキRGΓ500 は、スズキが開発し、1981年に実戦デビューした500ccファクトリーレーサー。
前年の1980年までファクトリーレーサーだったスズキRGB500の後継機で、ライバルチームのヤマハでライダー個人タイトルを3連覇していたケニー・ロバーツを打倒するために開発したマシンである。

## 概要
デビュー初年度のXR35(形式名)で、イタリア人ライダーのマルコ・ルッキネリがシーズン5勝を挙げてタイトルを獲得した。
この2年間のライダー陣容は、81年シーズンはヘロンスズキ勢がランディマモラとグレームクロスビーの2人体制。ルッキネリをエースに据えたチームガリーナでは、セカンドライダーにグラツィアーノロッシ(バレンティーノロッシ の父)を迎え、82年シーズンは、ルッキネリがホンダに移籍。代わりに同じイタリア人ライダーのフランコウンチーニが加わり、セカンドライダーには、後に250クラスを主戦場とし、アプリリアのエースとなるロリスレジアーニを起用。また、ヘロンスズキでは82年からアゴスチーニヤマハに移籍したグレームクロスビーに代わってシーズン途中から前年、イギリスGPでプライベータながら市販モデルのRGB500を駆って優勝したジャックミドルブルグに型落ちのXR35を与えて戦った。
スズキ・RGシリーズのライダータイトル獲得は、1977時のスズキRG500のXR14の熟成版でタイトルを獲得したバリーシーン以来のライダー個人タイトル奪還となった。

## 連続タイトル獲得へ82年シーズンの闘い
前年度の1981年シーズンは、77年のバリー・シーン以来4年ぶりの戴冠となった。
それには、エンジンのコンパクト化やアルミフレーム投入などの軽量化とハンドリング性能の向上が効いた結果であった。
1982年シーズンは、前年の形式名XR35からさらにコンパクト化と軽量化を推し進め形式名もXR40へと進化を果たした。またライダーラインアップは、前年にチームガリーナでタイトルを獲得したルッキネリがホンダに移籍。
代わりにチームガリーナに加入したイタリア人ライダーのフランコ・ウンチーニが、5勝を挙げてライダー個人タイトルを獲得。
また、メーカータイトルも76年シーズンから獲得し続けているのでライダータイトルとメーカータイトルの両方でダブル獲得となった。
スズキRGΓ500にとって2年連続、イタリア人ライダーとしても、スズキのファクトリー活動を担っているチームガリーナとしても2年連続タイトルとなった。
この2年間でRGΓ500は、見た目は同じようだが、エンジンはシリンダーピッチやスクエア型4気筒の前後の段差などをさらに突き詰めることでさらなるコンパクト化とフレーム形状の最適化などの改良を重ねており、前述の通り81年シーズンのXR35から82年シーズンは、さらに軽量コンパクト化が推められXR40へと進化した。
1981年型XR35では、シーズン途中でマモラ車とクロスビー車で鉄フレームからアルミ角断面パイプへと材料置換が行われている。
1981年から1986年までの6年間GP500に出走し、通算勝利数は13勝を挙げた。1981年にルッキネリが5勝、マモラが2勝、1982年にウンチーニが5勝、マモラが1勝を挙げている。1981年と1982年にルッキネリとウンチーニがライダー個人タイトルを獲得。
スズキは、同時期に市販ロードレーサーのRGB500を販売している。RGΓ500と市販RGシリーズでは、外見こそ酷似しているものの、シリンダーのボアストローク比や、排気バルブの採用、非採用、また、フレーム素材を始めとする軽量化の追及、エンジンの設計段階で、シリンダーピッチの肉厚など、細かい点の違いが積み重ねられている。
1981・1982年でタイトルを連覇している他にも、上記の市販RGシリーズの活躍もあり、メーカータイトルはバリー・シーンの時代から、1982年まで7年連続で独占していた。

## 落胆の83シーズンとワークス参戦終了
1983年には、より軽量かつコンパクト化を推し進めたXR45でライダータイトルの防衛とメーカータイトルの8連覇達成を目論んでいた。前年度のXR40からの変更点はエンジンでもミリ単位の徹底したコンパクト化がテーマで、フレームは高剛性と軽量化のために直線的なデザインになり、アルコン溶接による継ぎ目が目立っていた。一方、ライダー陣容に変化はなく、前年度チャンピオンのフランコウンチーニを擁するチームガリーナとランディマモラを擁するヘロンスズキという体制で臨むが、チームマネージメント方式がウンチーニが所属するガリーナとマモラが所属するヘロンを新たに編成した「SRP(スズキレーシングプロモーション)」の傘下にすることでスズキの浜松本社の関与を少なくし、予算もコンパクト化。このようにマシンもレースの戦い方も「重箱の隅を突く」かのような徹底した熟成進化方向が突き詰められていた。1983年シーズンはテスト走行の段階からフレームの溶接の継ぎ目にクラックが入るトラブルや出力特性が尖り過ぎなどのライダーからの要請をシーズン開始までにクリアできず、さらにホンダのフレディ・スペンサーとヤマハのケニー・ロバーツが、シーズン開始から終了までの全12戦で全ての勝利を6勝ずつ分け合う激戦になった事もあり、このシーズンは未勝利に終わっている。また、この1983年のシーズン終了と同時に、スズキのファクトリー参戦の休止が発表され、実質上の新規開発もストップした。

## 84年以降のRGΓの闘い
83年シーズン限りでスズキ本社の開発がストップしたRGΓ500だが、84年シーズン以降もヘロンスズキやチームガリーナによる参戦は続いた。エンジンのパワーアップや設計変更などの大掛かりな開発は終わったが、ロータリーかディスクバルブが吸気の際に混合気の吹き戻りを防ぐリードバルブ化(86年)チバガイギーという製作会社に依頼して行なわれたフレームのカーボンコンポジット化(85年ヘロンスズキ)84年フランスGPで姿をあらわしたもののレースは走らなかったチームガリーナ製作のフルカバーカウルで空力性能が意識されたガリーナ意欲作のTAG-1などの改良が重ねられ続けていた。実戦の方は84年開幕戦の南アフリカ・キャラミでは、83年型のXR45を駆るバリー・シーンが雨の中で快走し3位表彰台を獲得。その後も表彰台こそないが、随所で往年タイトルホルダーらしい光る走りを見せていた。しかしながら、本社による開発はストップしているという根本的な苦しさ(エンジンのパワーアップや大掛かりな改良は期待出来ない)から、タイトル獲得やたとえ単発でもレースでの勝利などは覚束なかった。
こうして、RGΓの闘いは少しずつ衰退傾向が強くなって行った。本格的なスズキファクトリー参戦の復活は87年にフル参戦が開始されることとなるRGV-Γの登場をまつこととなる。